# Josef Schulhof
Josef Schulhof (* 1824 in Dolní Kalná, Böhmen; † 10. Juni 1890 in Hietzing, Niederösterreich) war ein österreichischer Konstrukteur und Erfinder.

## Leben
Der Sohn eines Talmudgelehrten ging mit 14 Jahren nach Ungarn und schlug sich durch Nachhilfeunterricht durch. Autodidaktisch eignete er sich technische und landwirtschaftliche Bildung an. Ab 1842 wirkte er als Bauassistent bei Eisenbahnbauten der Brüder Klein und wurde später Bauleiter. Zwischen 1849 und 1851 soll Schulhof als Unternehmer am Bau der Semmeringbahn mitgewirkt und dort ein Backhaus für seine Arbeiter errichtet haben. Anschließend war er bis 1856 als Bauleiter der Eisenbahn Orwicza-Bazias im Banat tätig. Nach Fertigstellung der Arbeiten blieb Schulhof im Banat und pachtete die Staatsdomäne Denta.
Dabei konnte er durch Dammbauten und Anwendung von Technik die Erträge deutlich verbessern. Im November 1861 führte Schulhof Kaiser Franz Joseph I. in Denta einen von ihm umkonstruierten Fowlerschen Dampfpflug vor. Wenig später trat Schulhof als Generalinspektor der Güter in den Dienst der Fürsten Esterházy und wurde später zum Generalpächter der Esterházyschen Güter. In dieser Funktion trieb Schulhof eine rigorose Verpachtung voran und publizierte seiner Erfahrungen in einer Empfehlungsschrift zur Verpachtung der Staatsgüter.
Anschließend ließ sich Schulhof in Wien nieder und widmete sich der Konstruktion technischer Neuerungen. 1868 ließ er einen Röhrenbrunnen patentieren, den u. a. die französischen Truppen zur Wasserversorgung in der Sahara nutzten. Zusammen mit Salomon Bauer entwickelte er 1873 eine Luftlokomotive. Später widmete sich Schulhof, der seit den 1870er Jahren Mitglied des Wiener Schützenvereins war und dort das Pistolenschießen eingeführt hatte, der Konstruktion von Schusswaffen.
1885 trat er auf dem Schießplatz Kagran in einem öffentlichen Wettkampf gegen den amerikanischen Kunstschützen Ira Paine (1841–1889) an, dem er sich jedoch deutlich geschlagen geben musste. Am 30. September 1885 trat er im Prager Varieté-Theater erneut in einem Wettschießen mit der Scheibenpistole gegen Paine an.
Zu seinen patentierten Erfindungen gehören Schulhofs transportabler Röhrenbrunnen, Patent Norton (1868), das Repetiergewehr System Schulhof mit Kolbenverschluss und einem im Kolben untergebrachten Magazin (1882), das Repetiergewehr mit Geradezug-Zylinderverschluss und Trommelmagazin (1886) und eine Scheibenpistole (1888).

## Publikationen
- Staatsgüter und Grossgrundbesitz in der österreichischen Monarchie, Vorschlag zur Hebung des Güterertrages durch Einführung des Verpachtungs-Systemes, 1862